# Art of Fighting 2
Art of Fighting 2 (龍虎の拳 Ryūko no Ken 2?) es un videojuego de lucha lanzado en 1994, fue desarrollado por SNK para la plataforma arcade Neo Geo. Es el segundo juego de la serie Art of Fighting. El juego presenta diferencias notables con respecto al primero, es posible escoger a todos los personajes, incluye mejoras gráficas y el modo historia tiene una menor importancia. Tuvo una versión para Super Nintendo lanzada exclusivamente en Japón.

## Argumento
El argumento se desarrolla dos años después de Art of Fighting. Se revela que el culpable del secuestro de Yuri fue su propio padre, Takuma Sakazaki, obligado por Geese Howard. El jefe final es Mr. Big y Geese Howard aparece como un jefe oculto, mucho más joven de lo que aparece en el primer título de Fatal Fury.

## Personajes y estilos de combate
Casi todos los personajes regresan del primer título de Art of Fighting. Se indica con un asterisco (*) a los personajes nuevos.
| - Eiji Kisaragi* - Geese Howard* - Jack Turner - John Crawley - King | - Lee Pai Long - Mickey Rogers - Mr. Big - Robert Garcia | - Ryo Sakazaki - Takuma Sakazaki* - Temjin* - Yuri Sakazaki* |

- Datos: Q1055377